# Chloroclystis epilopha
Bosara epilopha là một loài bướm đêm trong họ Geometridae.